# Match des Étoiles de la Ligue majeure de baseball 2000
Le match des Étoiles de la Ligue majeure de baseball 2000 (2000 MLB All-Star Game) est la 71e édition de cette opposition entre les meilleurs joueurs de la Ligue américaine et de la Ligue nationale, les deux composantes de la MLB.
L'événement s'est tenu le 11 juillet 2000 au Turner Field, antre des Braves d'Atlanta.

## Home Run Derby

Logo Home Run Derby 2000

| Turner Field, Atlanta -- N.L. 41, A.L. 41 | Turner Field, Atlanta -- N.L. 41, A.L. 41 | Turner Field, Atlanta -- N.L. 41, A.L. 41 | Turner Field, Atlanta -- N.L. 41, A.L. 41 | Turner Field, Atlanta -- N.L. 41, A.L. 41 | Turner Field, Atlanta -- N.L. 41, A.L. 41 |
| Joueur                                    | Équipe                                    | Round 1                                   | Semis                                     | Finals                                    | Totals                                    |
| ----------------------------------------- | ----------------------------------------- | ----------------------------------------- | ----------------------------------------- | ----------------------------------------- | ----------------------------------------- |
| Sammy Sosa                                | Chicago (N)                               | 6                                         | 11                                        | 9                                         | 26                                        |
| Ken Griffey, Jr.                          | Cincinnati                                | 6                                         | 3                                         | 2                                         | 11                                        |
| Carl Everett                              | Boston                                    | 6                                         | 6                                         | –                                         | 12                                        |
| Carlos Delgado                            | Toronto                                   | 5                                         | 1                                         | –                                         | 6                                         |
| Edgar Martinez                            | Seattle                                   | 2                                         | –                                         | –                                         | 2                                         |
| Chipper Jones                             | Atlanta                                   | 2                                         | –                                         | –                                         | 2                                         |
| Vladimir Guerrero                         | Montréal                                  | 2                                         | –                                         | –                                         | 2                                         |
| Iván Rodríguez                            | Texas                                     | 1                                         | –                                         | –                                         | 1                                         |